# ميسان هالدين
ميسان هالدين (بالألمانية: Misan Haldin) مواليد 7 يوليو 1982 في برلين، هو لاعب كرة سلة ألماني معتزل. بدأ مسيرته الاحترافية في سنة 1998. يبلغ طوله 6 قدم 4 بوصة (1.9 م). حقق المركز الثاني في بطولة أمم أوروبا لكرة السلة 2005. اعتزل اللعب في 2012.

## المسيرة الاحترافية
لعب مع ألبا برلين في الدوري الألماني في موسم 2000–2001، ثم لعب مع أولمبياكوس في موسم 2001–2002، ثم لعب مع أماتوري أوديني في موسم 2002–2003، ثم لعب مع روزيتو شاركز في الدوري الإيطالي في موسم 2004–2005، ثم لعب مع بالاكانسترو كانتو في موسم 2005–2006، ثم لعب مع سوتور باسكت مونتيجرانارو في موسم 2006–2007، ثم لعب مع بالاكانسترو فاريزي في الدوري الإيطالي في موسم 2008–2009.

## الميداليات
| الميدالية | المسابقة                         |
| --------- | -------------------------------- |
| برونزية   | بطولة كأس العالم لكرة السلة 2002 |
| فضية      | بطولة أمم أوروبا لكرة السلة 2005 |

## روابط خارجية
- ميسان هالدين على موقع الاتحاد الدولي لكرة السلة (الإنجليزية)
- ميسان هالدين على موقع الدوري الأوروبي لكرة السلة (الإنجليزية)
- ميسان هالدين على موقع كرة السلة الأوروبية.كوم (الإنجليزية)
- ميسان هالدين على موقع ريلجم (الإنجليزية)
- ميسان هالدين على موقع بروبوليرز (الإنجليزية)
- ميسان هالدين على موقع سبورتس رفرنس (الإنجليزية)